# Orlando Antonio Corrales García
Orlando Antonio Corrales García (Abejorral, Antioquia, 26 de enero de 1947), es un eclesiástico colombiano de la Iglesia católica. Fue obispo auxiliar de Medellín, obispo de Palmira y arzobispo de la Arquidiócesis de Santa Fe de Antioquia.

## Biografía

### Primeros años y formación
Nació el 26 de enero de 1947 en el municipio de Abejorral (Antioquia), actualmente territorio de la diócesis de Sonsón-Rionegro, pero en aquella época pertenecía a la Arquidiócesis de Medellín. Estudió en los seminarios menor y mayor de Medellín.

### Sacerdocio
El 5 de diciembre de 1971 recibió la ordenación sacerdotal. Continuó sus estudios en Roma en la Pontificia Universidad Gregoriana y obtuvo en diciembre de 1979 la licenciatura y el doctorado en teología moral.
Durante su ministerio ha desempeñado los siguientes cargos sucesivamente:
- Vicario parroquial de «Nuestra Señora de la Asunción» en Copacabana, de «Santa Bárbara» y de Barbosa;
- Párroco de «Nuestra Señora de la Esperanza», de «Nuestra Señora de la Anunciación», de La Vega (arquidiócesis de Popayán), de «Nuestra Señora del Perpetuo Socorro», de «María Reina de la Paz» y de San Judas Tadeo.
- Formador en el seminario mayor de Medellín, y posteriormente vicerrector de este centro.
- Director de la casa de formación sacerdotal Pablo VI.
- Profesor de teología moral en la Universidad Pontificia Bolivariana.

## Episcopado

### Obispo Auxiliar de Medellín
El 28 de enero de 1998, el Papa Juan Pablo II lo nombró Obispo Titular de Tuccabora y Auxiliar de Medellín. El 25 de marzo de ese mismo año recibió la ordenación episcopal de manos de monseñor Alberto Giraldo Jaramillo, en la Catedral Metropolitana de Medellín. Un año después, fue nombrado Administrador Apostólico de la diócesis de Palmira el 29 de julio de 1999, ante los quebrantos de salud de monseñor Mario Escobar Serna.

### Obispo de Palmira
El 13 de octubre de 2000 es aceptada la renuncia de monseñor Mario Escobar al Gobierno Pastoral, y el 9 de abril de 2001 el Papa Juan Pablo II nombró como Obispo de Palmira a monseñor Orlando Corrales. El 23 de junio de 2002 se posesionó como Tercer Obispo de Palmira, en solemne ceremonia en la Catedral de Nuestra Señora del Rosario del Palmar, con la presencia del Nuncio Apostólico, del Cardenal Pedro Rubiano Sáenz, del Presidente de la Conferencia Episcopal, de Varios Arzobispos, Obispos, Clero, Religiosas, Autoridades y representantes de todas las parroquias.

### Obispo de Santa Fe de Antioquia
El 12 de enero de 2007 es nombrado Arzobispo de Santa Fe de Antioquia, en reemplazo de mons. Gómez Aristizabal por el papa Benedicto XVI y toma posesión de la Arquidiócesis el sábado 3 de marzo de 2007. El 3 de mayo de 2022 el Papa Francisco acepta su renuncia después de haber cumplido los 75 años en el mes de enero del mismo año

### Administrador apostólico de la diócesis de Sincelejo
Del 15 de marzo de 2014 hasta el 28 de marzo de 2015, fue nombrado por el papa Francisco Administrador Apostólico de la diócesis de Sincelejo.